# Queijo do Pico

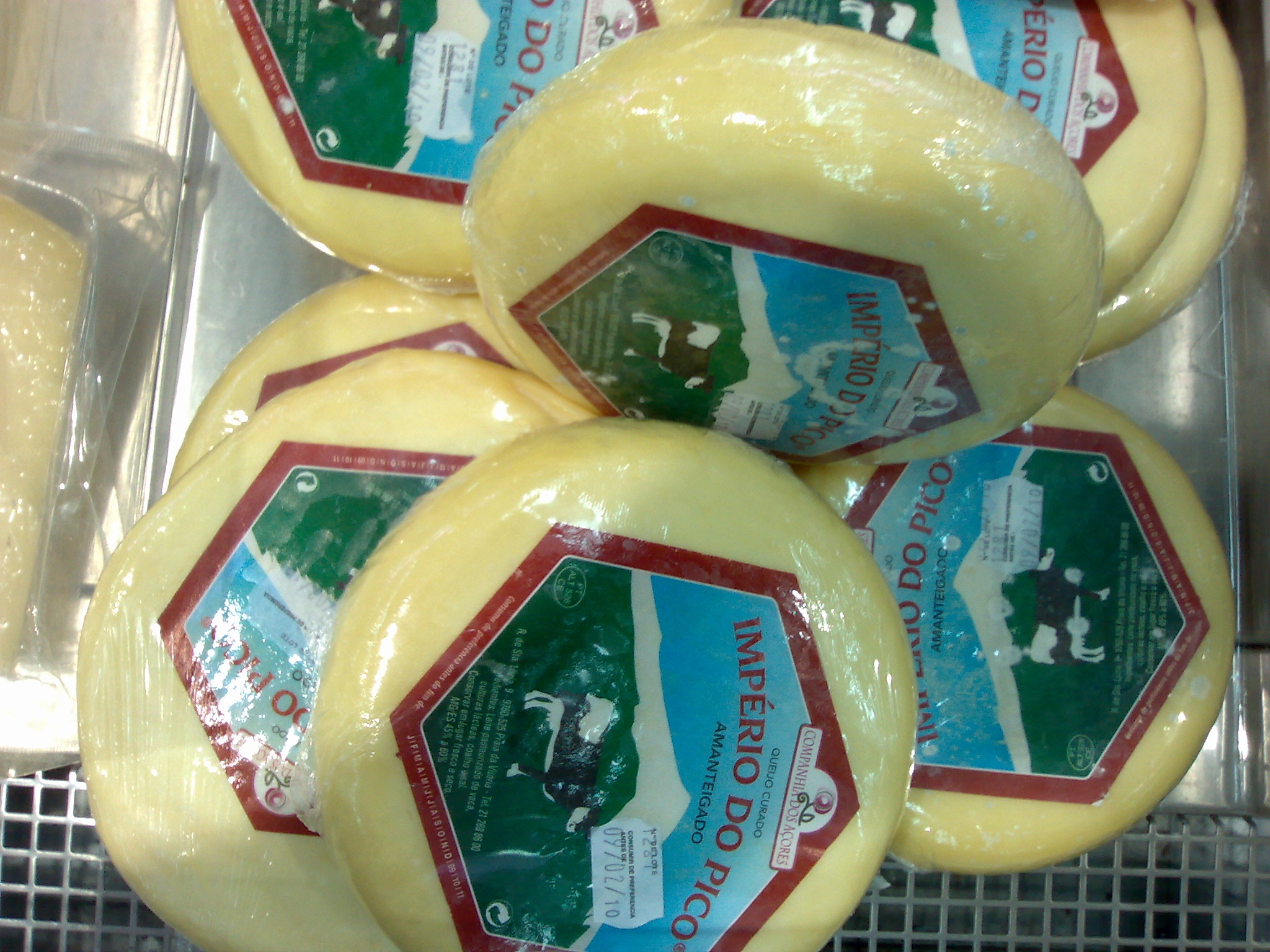
Queijo do Pico

Pico ist ein portugiesischer Weichkäse, Queijo do Pico ist die geschützte Ursprungsbezeichnung (g. U.) für den Käse (port. Queijo). Das Herkunftsgebiet umfasst die gesamte Azoren-Insel Pico. Auf ihr erhebt sich der mit 2351 m höchste Berg der Azoren, der Ponta do Pico.
Der Pico hat eine weiche Konsistenz und eine hellgelbe Farbe. Der runde Käselaib besitzt ein Gewicht zwischen 650 und 800 Gramm und hat einen Durchmesser von 18 Zentimetern und eine Kantenhöhe von drei Zentimeter. Der Pico wird aus der Rohmilch von Kühen gewonnen. Nachdem die Milch dickgelegt wurde, lässt man die Molke langsam abfließen. Nach dem Salzen reift der Käse mindestens 15 Tage.
Das atlantische Klima lässt zu, dass auf den Azoren und Madeira die Milchwirtschaft mit Kühen und die Käserei möglich ist. Auf dem portugiesischen Festland wird der Käse dagegen häufiger aus Schaf- oder Ziegenmilch hergestellt. 
Der Pico hat einen leicht salzigen, aber milden Geschmack. Sein Fettgehalt beträgt 45 % Fett i. Tr. 